# Aref Qazviní
Abolqasem Aref Qazviní (persa: ابوالقاسم‌ عارف قزوینی) (Qazvín, 1880-Hamadán, 21 de enero de 1933), fue un importante escritor y poeta nacionalista iraní, así como compositor y cantante de música clásica persa.

## Biografía
Aref Qazviní nació en Qazvín (Irán) hacia 1880, hijo del mulá Hadí Vakil, funcionario religioso. Inició lecciones de música bajo la supervisión de Hayí Sadeq Jarrazí a la edad de 13 años. Su voz fue aclamada a una temprana edad. Empezó a componer sus propias canciones desde muy joven. Realiza estudios en el instituto de música Dar al-Alhan en Estambul (entonces capital del Imperio Otomano, hoy en Turquía). Regresa a Irán con las intenciones de fundar una escuela de música, deseo que nunca logra realizar dadas las condiciones políticas del país en ese momento. A comienzos del movimiento constitucional de 1906-1911, Aref Qazviní decide unirse a los liberales.
Su música y sus canciones logran tener una amplia audiencia. Sus melodías siempre llevaron un mensaje que se centraba en temas políticos y sociales. Compuso canciones que desempeñaron un rol importante en la sociedad al familiarizar al pueblo con sus derechos sociales, razón por la cual hoy en día su música sigue siendo interpretada hoy en día. 
Aref Qazviní muere el 21 de enero de 1933 en Hamadán (Irán), donde su tumba se encuentra junto al mausoleo de Avicena. Su poesía y canciones fueron recolectadas en su Diván.